# I Feel Like Playing
I Feel Like Playing es el séptimo disco de estudio como solista del músico inglés Ronnie Wood, compositor, guitarrista, bajista, multinstrumentista, artista plástico, miembro de The Jeff Beck Group, The Faces e integrante de The Rolling Stones, publicado el 28 de septiembre de 2010.

## Lista de canciones
| N.º | Título                                          | Duración |  |
| 1.  | «Why You Wanna Go And Do A Thing Like That For» | 5:28     |  |
| 2.  | «Sweetness My Weakness»                         | 5:46     |  |
| 3.  | «Lucky Man»                                     | 5:03     |  |
| 4.  | «I Gotta See»                                   | 3:44     |  |
| 5.  | «Thing About You»                               | 4:33     |  |
| 6.  | «Catch You»                                     | 4:05     |  |
| 7.  | «Spoonful»                                      | 5:35     |  |
| 8.  | «I Don't Think So»                              | 5:02     |  |
| 9.  | «100%»                                          | 4:56     |  |
| 10. | «Fancy Pants»                                   | 5:26     |  |
| 11. | «Tell Me Something»                             | 3:20     |  |
| 12. | «Forever»                                       | 4:45     |  |

| Bonus tracks de la edición japonesa |                                          |          |  |
| N.º                                 | Título                                   | Duración |  |
| 13.                                 | «I Don't Think So (The Early Sessions)»  | 5:18     |  |
| 14.                                 | «Tell Me Something (The Early Sessions)» | 3:16     |  |